# Holy Spider
|  | Denne artikel er oprettet af botten Steenthbot ud fra en ekstern database. Den kan derfor have sproglige fejl eller mangler. Denne skabelon kan fjernes efter kontrol af indholdet. |

Holy Spider er en dansk spillefilm fra 2022 instrueret af Ali Abbasi.

## Handling
Den kvindelige journalist Rahimi rejser til den hellige iranske by Mashhad for at efterforske en seriemorder, som går målrettet efter byens sexarbejdere. Efterhånden som Rahimi kommer tættere på at afsløre morderens identitet, synes retfærdigheden sværere at opnå, da morderen stille og roligt har opbygget heltestatus i store dele af offentligheden. ’Holy Spider’ er baseret på den sande historie om ‘Edderkoppemorderen’ Saeed Hanaei, der påberåbte sig at være på en guddommelig mission, da han i årene 2000 og 2001 dræbte 16 sexarbejdere i Irans mest hellige by.

## Medvirkende
- Mehdi Bajestani
- Zar Amir Ebrahimi
- Arash Ashtiani
- Forouzan Jamshidnejad